# Pardosa oriens
Pardosa oriens es una especie de araña araneomorfa del género Pardosa, familia Lycosidae. Fue descrita científicamente por Chamberlin en 1924.
Habita en Bután, China y Japón (incluidas las islas Ryūkyū).